# Skała we Wsi

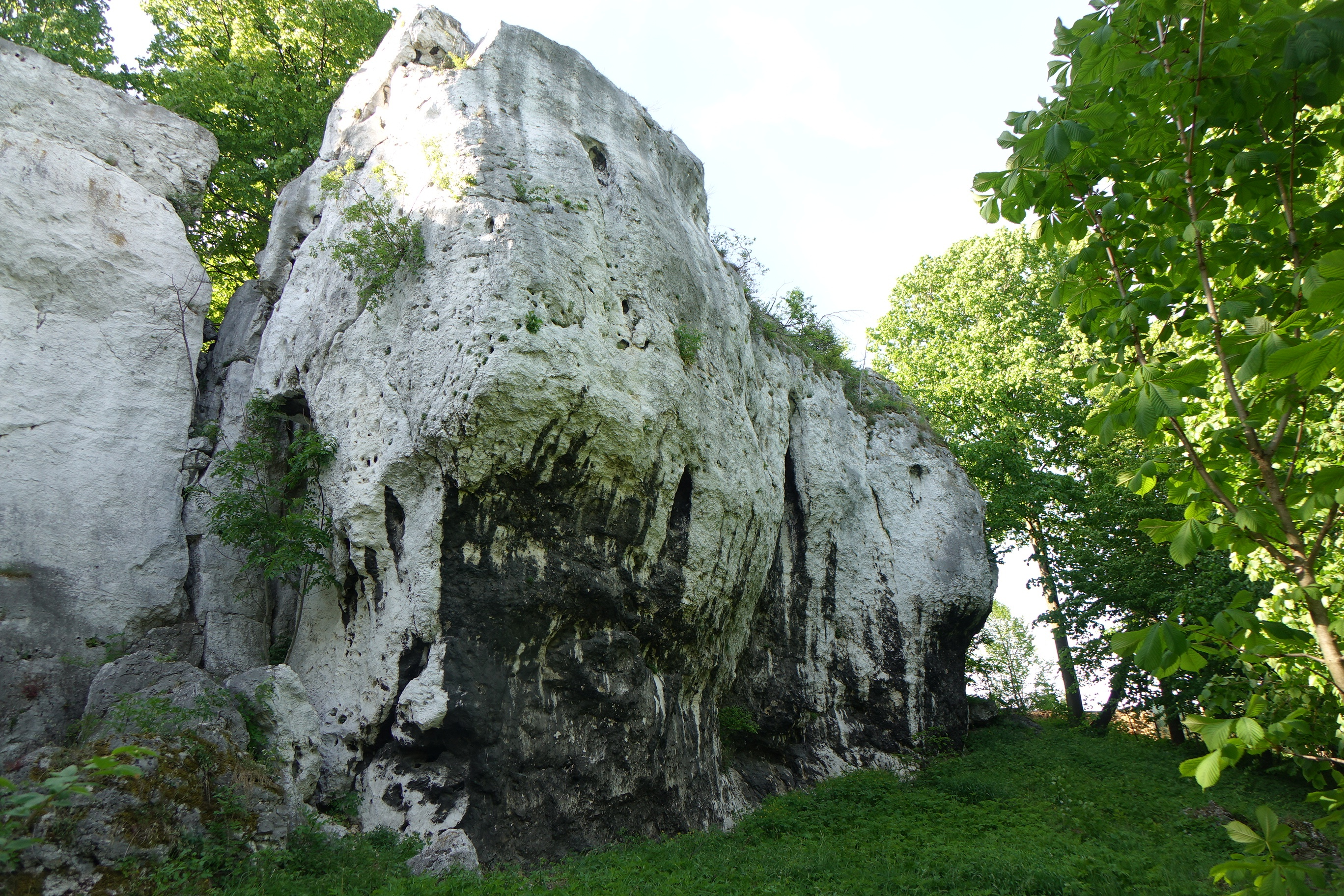

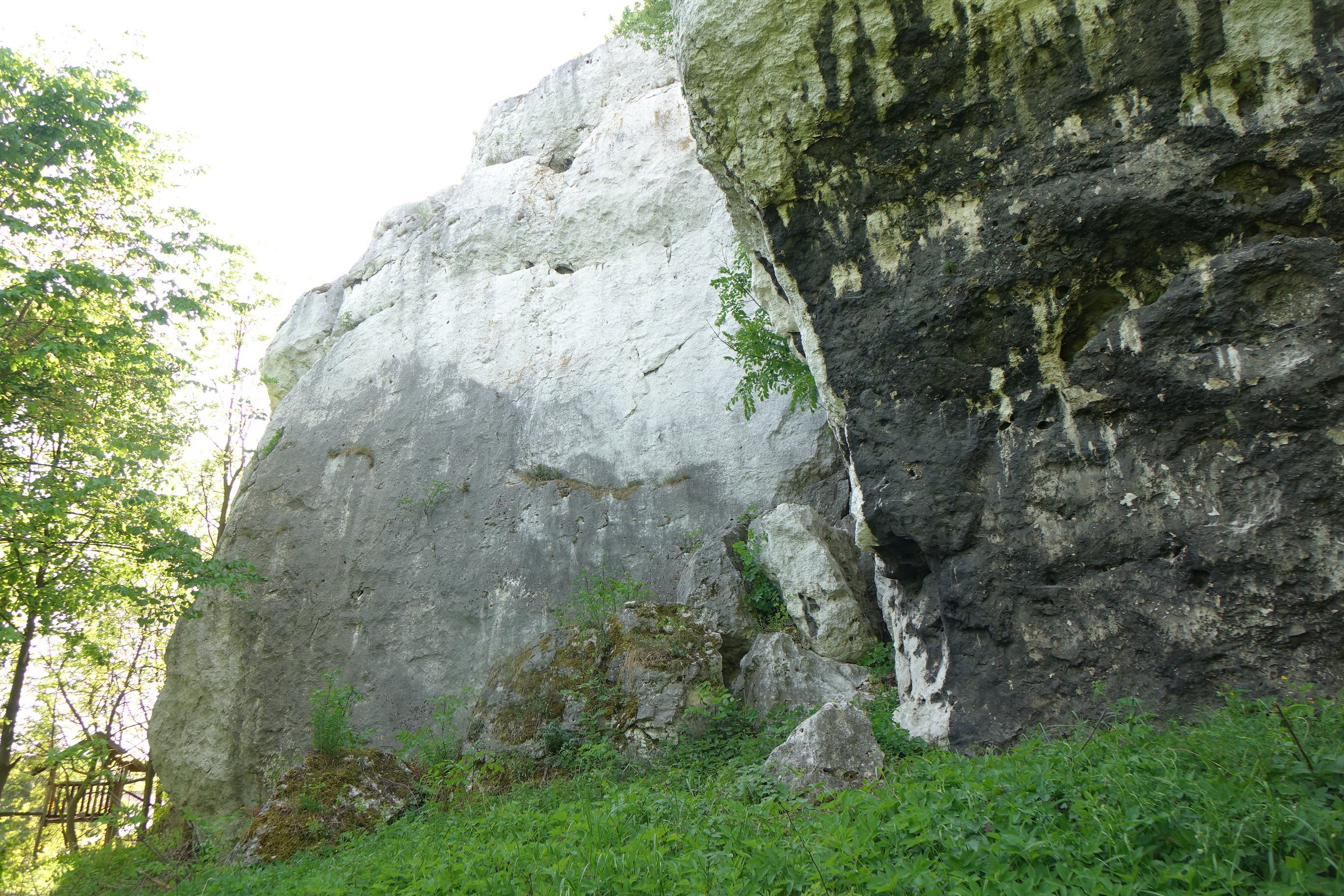

Skała we Wsi lub Skała u Chłopa – skała we wsi Suliszowice w województwie śląskim, w powiecie myszkowskim, w gminie Żarki. Znajduje się na Wyżynie Częstochowskiej w obrębie Wyżyny Krakowsko-Częstochowskiej.
Skała znajduje się w ogrodzonej prywatnej posesji i wspinanie się na niej wymaga zgody właściciela. Jest to skała o wysokości do 16 m i pionowych ścianach o wschodniej lub południowo-wschodniej ekspozycji. Jest 7 dróg wspinaczkowych o trudności od VI.1 do VI.4 w skali polskiej. Mają zamontowane stałe punkty asekuracyjne: ringi (r), bolty (b) i stanowiska zjazdowe (st) (w nawiasie data pierwszego przejścia). Są też dwa projekty i jedna możliwość.

## Drogi wspinaczkowe
1. Flinstones; VI.2+, 5r + st (2008)
2. Kwestia wiary; VI.4, 3b + 2r + st (1992)
3. Odświętni bohaterowie; VI.3, 6r + st (2008)
4. Wyspa skarbów; VI.1, 4r + st (2008)
5. Możliwość
6. Tomcio Paluch; VI.2, 5r + st, droga szczególnie polecana
7. Więźniowie dnia powszedniego; VI.3+, 6r + st (2008)
8. Hokejka; VI.2, 4r + st
9. Projekt
10. Projekt[1].